# GSC Game World
GSC Game World es una desarrolladora de videojuegos ucraniana. Fundado en 1995 en Kiev, Ucrania, cerrada en 2012 y reabierto en 2014,  ha publicado títulos como Cossacks: European Wars, American Conquest, Alexander, S.T.A.L.K.E.R.: Shadow of Chernobyl, S.T.A.L.K.E.R.: Clear Sky y S.T.A.L.K.E.R.: Call of Pripyat. En 2004, GSC Game World fundó la rama de publicación GSC World Publishing.
La serie más exitosa de GSC Game World es S.T.A.L.K.E.R., un videojuego de disparos de supervivencia que se encontraba en desarrollo durante siete años, estrenado en marzo de 2007. Ellos también son conocidos por la serie Cossacks. La mayor parte de sus títulos se han publicado en Europa por CDV Software Entertainment.

## Historia
GSC Game World cuenta con su propio motor gráfico, el X-Ray Engine, usado en la serie S.T.A.L.K.E.R..
Tras informes iniciales en 2011, se indicó que su próximo proyecto, S.T.A.L.K.E.R. 2, había sido cancelado. GSC tuiteó una completa negación de la cancelación, así como rumores que niegan que el estudio había cerrado sus puertas. Sin embargo, luego eliminaron el tuit y más tarde, el comentario oficial se haría el 12 de diciembre de 2011. Se declaró, "Nosotros haremos nuestro mejor esfuerzo para continuar. Sin embargo, en este momento, no hay nada seguro." El 23 de diciembre de 2011 se reveló que se sigue desarrollando S.T.A.L.K.E.R. 2.
Como el 25 de abril de 2012, GSC Game World cerró, miembros que conformaban la empresa formaron una nueva compañía llamada Vostok Games.
El 15 de mayo de 2012, un blog ruso publicó una entrevista con uno de los ejecutivos de GSC Game World, el cual reveló que GSC no está cerrado y que la marca S.T.A.L.K.E.R. aún pertenece a GSC. El mismo día durante una entrevista en vivo se reveló que S.T.A.L.K.E.R. 2 se pondría en espera indefinida hasta que el jefe de GSC encontrara un equipo de desarrollo nuevo e inversores.
El 21 de diciembre de 2014 se anunció el regreso de GSC Game World al mundo de los videojuegos. Esta vez, aseguraban que se encontraban trabajando en un nuevo proyecto.
En mayo de 2018 Sergiy Grygorovych, anuncio en su cuenta de Facebook que el estudio se encontraba desarrollando nuevamente S.T.A.L.K.E.R. 2, del cual se espera su lanzamiento para 2021.

## Títulos desarrollados por GSC Game World
- 2001 — Codename: Outbreak
- 2001 — Cossacks: European Wars
- 2002 — Cossacks: Art of War
- 2002 — Cossacks: Back to War
- 2003 — Hover Ace
- 2003 — American Conquest
- 2003 — American Conquest: Fight Back
- 2004 — Alexander
- 2004 — Firestarter
- 2005 — Cossacks II: Napoleonic Wars
- 2006 — Cossacks II: Battle for Europe
- 2006 — Heroes of Annihilated Empires
- 2007 — S.T.A.L.K.E.R.: Shadow of Chernobyl
- 2008 — S.T.A.L.K.E.R.: Clear Sky
- 2009 — S.T.A.L.K.E.R.: Call of Pripyat
- 2016 — Cossacks III
- 2024 — S.T.A.L.K.E.R. 2

## Derechos de desarrollo de Xbox 360
En noviembre de 2007 GSC adquirió los derechos de desarrollo de Xbox 360. En septiembre de 2009 GSC anunció que va a portar S.T.A.L.K.E.R. 2 a las consolas Xbox 360 y PlayStation 3, sin embargo, debido a la falta de personal, planearon comenzar con el lanzamiento de S.T.A.L.K.E.R. 2 el cual, sin embargo, fue cancelado posteriormente.